# Consejo de Deliberación del Yokozuna
El Consejo de Deliberación del Yokozuna (横綱審議委員会, Yokozuna shingī iinkai), a veces llamado Consejo de Promoción a Yokozuna, y usualmente abreviado en japonés como Yokoshin (よこしん), es un órgano consultivo de la Asociación Japonesa de Sumo. El consejo considera y recomienda a los candidatos aptos para la promoción al rango más alto del sumo profesional, el yokozuna. También ofrece comentarios acerca de los luchadores clasificados en el san'yaku, anticipando sus posibles promociones.

## Creación
La razón por la que el consejo se creó fue debido al surgimiento de un escándalo a comienzos de 1950. Los tres yokozuna de aquel momento (Azumafuji, Terukuni y Haguroyama) estuvieron ausentes durante gran parte del torneo de enero, generando intensas críticas. La Asociación Japonesa de Sumo incluso consideró implementar un sistema de degradación aplicado a los yokozuna, sin embargo la idea fue luego descartada debido a la presión ejercida por facciones puristas y tradicionalistas. Para mantener la dignidad del rango, se decidió en cambio que los yokozuna debían ser recomendados por expertos con un gran conocimiento del sumo, como la Casa de Yoshida Tsukasa (la cual controló el mundo del sumo durante el período Edo). El Consejo de Deliberación del Yokozuna fue establecido el 21 de abril de 1950 como un órgano consultivo de la Asociación Japonesa de Sumo. El consejo fue oficialmente establecido por el antiguo Ministerio de Educación, Ciencia, Deporte y Cultura.
El primer presidente del consejo fue Tadamasa Sakai[ja], un antiguo conde y miembro de la Cámara de los Pares de Japón. Sus diez miembros eran todos individuos distinguidos en áreas no relacionadas al sumo; incluyendo a administradores universitarios, directores de negocios, sociólogos, escritores y editores de periódicos. En enero de 1951, la asociación declaró que el rango de yokozuna estaría, desde ese entonces, enteramente bajo el control del Consejo de Deliberación del Yokozuna y los directores de la Asociación Japonesa de Sumo, transformando la recomendación y aprobación tradicional de la Casa de Yoshida Tsukasa en una ceremonia puramente simbólica.

## Composición y operación
El Consejo de Deliberación del Yokozuna esta constituido en base al artículo 52 de los estatutos de la Asociación Japonesa de Sumo. Este un órgano puramente consultivo, siendo un consejo pro forma dentro del sumo profesional.
El consejo está compuesto por ciudadanos japoneses prominentes en diversas áreas y los cuales se considera que tienen un profundo entendimiento y pasión por el sumo. Dado que este está conformado por individuos no empleados por la Asociación Japonesa de Sumo, el consejo asume la tarea de representar la opinión pública en cuanto a la promoción de los luchadores al rango supremo de yokozuna.
Durante el surgimiento de luchadores extranjeros en el deporte nacional de Japón, los medios de comunicación revelaron diferencias de opinión dentro del consejo. Algunos miembros manifestaron públicamente su apoyo a habilitar el rango de yokozuna a luchadores extranjeros, citando particularmente que "no hay ninguna diferencia si la puerta esta abierta a crear un estímulo positivo" para el deporte, sobre todo para motivar a los luchadores japoneses que en aquel entonces eran percibidos como "flojos y perezosos". Otros manifestaron públicamente su apoyo a excluir a los luchadores extranjeros del rango, argumentando que estos no poseían, por definición, la dignidad necesaria para practicar sumo en los más altos niveles del banzuke.
Los miembros de la Asociación Japonesa de Sumo no pueden ser nombrados para pertenecer al consejo, y sus miembros no reciben remuneración monetaria. Desde 1997, se decidió que los miembros del consejo ocuparían sus cargos durante períodos de dos años, con un máximo de cinco términos. El número de individuos dentro del consejo esta limitado en 15 y actualmente hay 9 miembros en total. El consejo esta dirigido por un presidente, electo mediante voto mutuo entre los miembros. El presidente ocupa su cargo durante un período de 2 años, con oportunidad de un segundo término. Los miembros de la Asociación Japonesa de Sumo pueden asistir y formar parte de las reuniones del consejo; el presidente de la JSA y otros directores usualmente asisten a las reuniones.
Las reuniones del consejo se llevan a cabo después del anuncio las clasificaciones de cada torneo y antes de la reunión final de organización de las clasificaciones. También son realizadas el día después del senshūraku de cada torneo. Por petición de la asociación, el consejo proveerá consultoría en cuanto a la recomendación del yokozuna basándose en el hinkaku (品格, dignidad) del luchador y otras consideraciones relacionadas al rango, o también hará recomendaciones basándose en sus sugerencias. Cuando un luchador emerge como contendiente para conseguir el rango más alto del sumo profesional, la Asociación Japonesa de Sumo solicitará formalmente la opinión del consejo, el cual cual llevará a cabo una votación para aprobar o desaprobar al luchador en cuestión. A pesar de que la asociación es libre de ignorar las sugerencias del consejo, es costumbre que esta obedezca su recomendación. Además, es muy raro que el consejo se oponga a la decisión del luchador presentada por la asociación, dado que los debates en cuanto a la calidad del individuo por lo general son internas.
El consejo, a menudo, también ofrece tres tipos de sugerencias a los luchadores que ostenten el rango de yokozuna, estas son:
- Estímulo (激励, gekirei)
- Advertencia (注意, chūi)
- Recomendación de retiro (引退勧告, intai kankoku)

Para el proceso de promoción al yokozuna, las reglas internas dictan que un luchador debe haber conseguido dos victorias de campeonato consecutivas mientras ostenta el rango de ōzeki. Esta regla fue establecida tras la promoción del yokozuna Futahaguro en 1986. La Asociación Japonesa de Sumo estaba buscando un oponente que enfrentar ante Chiyonofuji, el cual fue un yokozuna bastante dominante en su época. El rendimiento de Futahaguro demostró que este podía ganar torneos rápidamente; por lo que la asociación decidió promoverlo al yokozuna incluso antes de que este obtuviese la Copa del Emperador. Sin embargo, los resultados de Futahaguro nunca coincidieron con su rango y sus problemas de actitud conllevaron a su abrupto retiro en 1988.
Desde ese día, la asociación decidió organizar un filtro de luchadores más eficiente para el rango de yokozuna añadiendo de manera no oficial el requerimiento de dos victorias de campeonato consecutivas. Desde Asahifuji en 1990, todos los yokozuna hasta Kakuryū ganaron dos torneos de manera consecutiva para poder alcanzar el rango. Hoy en día, la asociación parecer considerar que aquellos resultados "equivalentes una victoria de campeonato" también pueden ser suficientes para obtener la promoción al rango supremo del sumo. Cuando se recomiendo a un luchador con resultados similares, el consejo debe obtener dos tercios o más durante la votación para poder aprobar la decisión. El consejo también reporta información acerca del segundo rango más alto del sumo, dado que el ōzeki es la antesala para el rango de yokozuna. Por ende, en 2022, el Consejo de Deliberación del Yokozuna emitió comentarios muy severos en cuanto a la actitud y rendimiento de los tres ōzeki de aquel momento (Takakeishō, Shōdai y Mitakeumi), incluso yendo más allá al proponer un sistema más duro en caso de una degradación del ōzeki. Al mismo tiempo, el consejo también felicita a luchadores prometedores y con talento. Por ejemplo, durante el mismo período, el consejo felicitó al sekiwake Wakatakakage y al maegashira Tamawashi por su rendimiento durante sus torneos.

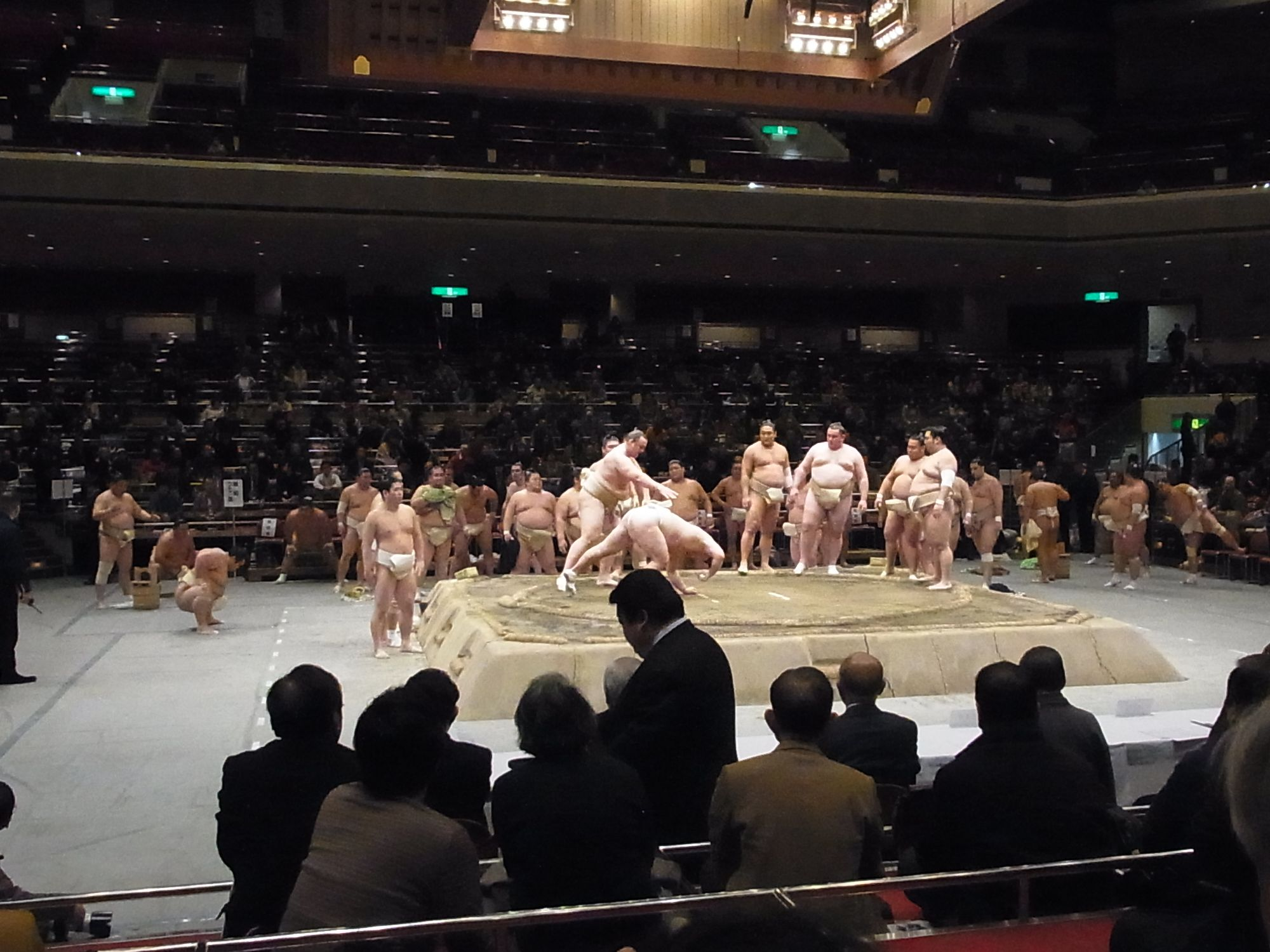
Sesión de entrenamiento sōken en diciembre de 2011.

Finalmente, el consejo también realiza una sesión keiko abierta (llamada sōken, 総見) en el Ryōgoku Kokugikan, en presencia de un considerable número de toshiyori, así como también miembros del deporte y medios de comunicación importantes. El evento es filmado por al menos seis entidades distintas. El sōken se abrió al público general y solía ser realizado en el área principal del Kokugikan, sin embargo en 2023, la Asociación Japonesa de Sumo y el yokoshin decidieron mover la sesión de entrenamiento a los rings de la Escuela de Sumo, manteniendo una asistencia limitada.
En septiembre de 2023, se decidió que el sōken sería abierto nuevamente al público. Este evento, el primero público en cuatro años, también marcó la primera vez en que el evento del Consejo de Deliberación del Yokozuna coincidía con un kanreki dohyō-iri, realizado por la Asociación Japonesa de Sumo para celebrar el cumpleaños número 60 del presidente de la asociación, Hakkaku (ex Hokutoumi).
En el 2000, el Ministerio de Educación, Cultura, Deporte, Ciencia y Tecnología nombró a Makiko Uchidate[ja] como miembro del consejo. Fue la primera vez que una mujer era nombrada miembro del yokoshin. En 2022, el ministerio nombró a Konno Misako e Ikenobō Yasuko como miembros del Consejo de Deliberación del Yokozuna y, por primera vez, dos mujeres se convertían en miembros de una organización vinculada a la Asociación Japonesa de Sumo.

### Avisos
Desde su concepción en 1950, solamente tres avisos han sido emitidos por el consejo:
- Enero 2010: Recomendación de retiro emitida a Asashōryū.[22]
La recomendación fue emitida tras acusaciones de que Asashōryū golpeó e hirió a un conocido durante una pelea de borrachos en un club nocturno durante el torneo de enero de 2010. Se ha sugerido en los medios de comunicación que Asashōryū decidió retirarse antes de que la asociación pudiera tomar acción tras conocerse el aviso del consejo.[23]
- Noviembre 2018: Estímulo emitido a Kisenosato.[22]
El consejo emitió por primera vez en su historia el primer aviso de estímulo a Kisenosato debido a que este perdió sus primeros cinco combates en el torneo de noviembre de 2018 antes de retirarse del evento. Antes de eso, este se había retirado (parcial o completamente) sin obtener registro de victorias en ocho de diez torneos como yokozuna. Los retiros fueron en parte debido a lesiones que este sufrió durante su racha de victorias durante el torneo de marzo de 2017. Kisenosato eventualmente se retiró del deporte tras tres derrotas consecutivas en el torneo de enero de 2019.
- Noviembre 2020: Advertencia emitida a dos yokozuna, Hakuhō y Kakuryū.[24]
De acuerdo con el consejo, ambos luchadores no alcanzaron el rendimiento adecuado del yokozuna entre noviembre de 2019 y noviembre de 2020. En ese período de tiempo, Hakuhō rindió bien durante tres torneos (yūshō en noviembre de 2019 y marzo de 2020, más un registro de 10 victorias en julio de 2020) mientras que Kakuryū rindió bien durante solo uno (finalista en marzo de 2020 con 12 victorias). Ambos decidieron no presentarse para los torneos de septiembre y noviembre de 2020 debido a lesiones.
La advertencia a Hakuhō y Kakuryū se mantuvo en marzo de 2021.[25] Kakuryū no se presentó durante dos torneos más desde que la advertencia fue emitida por primera vez, eventualmente retirándose del sumo durante el torneo de marzo de 2021.[26] Tras no presentarse al torneo de enero de 2021 debido al COVID-19, Hakuhō obtuvo dos victorias en marzo antes de retirarse cuando los doctores le dijeron que necesitaría una cirugía de rótula.[25]

## Actuales miembros
Para enero de 2025
| Foto | Nombre                | Nombrado desde  | Notas |
| ---- | --------------------- | --------------- | --- |
|      | Tadamori Ōshima       | Enero de 2023   | Presidente del Consejo de Deliberación del Yokozuna. Antiguo miembro de la Cámara de Representantes de Japón (Partido Liberal Democrático).       |
|      | Uichirō Ōshima[ja]    | Enero de 2020   | Presidente del Chunichi Shimbun. |
|      | Yasuko Ikenobō        | Marzo de 2022   | Antigua Ministra de Educación, Cultura, Deporte, Ciencia y Tecnología. Antiguo miembro de la Cámara de Representantes de Japón (Partido Kōmeitō). |
|      | Misako Konno          | Marzo de 2022   | Actriz. |
|      | Shigeru Uehara[ja]    | Enero de 2023   | Presidente de Taisho Pharmaceutical. |
|      | Shigeru Kashima[ja]   | Febrero de 2024 | Académico de literatura francesa y crítico literario de la Universidad de Meiji.                                                                  |
|      | Kazumi Murose[ja]     | Enero de 2025   | Lacador profesional. Tesoro Nacional Viviente por su trabajos de maki-e.                                                                          |
|      | Yasushi Manago[ja]    | Enero de 2025   | Antiguo Viceministro de Finanzas |
|      | Masahiko Ichiriki[ja] | Enero de 2025   | Director representativo de Kahoku Shimpo Publishing[ja] Director externo de Tohoku Broadcasting Company.                                          |

## Antiguos presidentes
| Foto | Nombre                    | Período   | Notas |
| ---- | ------------------------- | --------- | --- |
|      | Tadamasa Sakai[ja] †      | 1950–1969 | Miembro del primer consejo tras su fundación. Elegido presidente hasta su fallecimiento de 1969. |
|      | Seiichi Funahashi †       | 1969–1976 | Escritor y novelista. |
|      | Mitsujirō Ishii †         | 1976–1981 | Antiguo Vice Primer Ministro de Japón. Antiguo presidente de la Asociación de Deportes de Japón. |
|      | Takahashi Yoshitaka[ja] † | 1981–1990 | Académico de literatura alemana, crítico y ensayista. |
|      | Hideo Ueda[ja] †          | 1990–1993 | Antiguo profesor de la Faculta de Medicina de la Universidad de Tokio. Renunció a la presidencia debido a problemas de salud en 1993. |
|      | Seiki Watanabe[ja] †      | 1993–1997 | Antiguo presidente del Asahi Shimbun. |
|      | Tomokazu Sakamoto[ja] †   | 1997–1999 | Antiguo presidente de NHK. |
|      | Kazuo Ichiriki[ja] †      | 1999–2001 | Antiguo presidente del Kahoku Shimpō. |
|      | Tsuneo Watanabe †         | 2001–2003 | Antiguo presidente del Yomiuri Shimbun. |
|      | Yoshio Ishibashi[ja] †    | 2003–2007 | Antiguo presidente de la Universidad Femenina Kyōritsu. |
|      | Katsuji Ebisawa[ja]       | 2007–2009 | Periodista y antiguo presidente de NHK. Actual presidente del Comité Consultivo de la Asociación Japonesa de Sumo. |
|      | Takuhiko Tsuruta[ja] †    | 2009–2013 | Antiguo presidente de Nikkei Inc. Participó activamente en las reformas del sumo bajo la presidencia interina de Hiroyoshi Murayama y antes de que la Asociación Japonesa de Sumo se convirtiera en una Fundación Incorporada de Interés Público. |
|      | Hitoshi Uchiyama[ja] †    | 2013–2015 | Antiguo consultor del Yomiuri Shimbun. |
|      | Hideshige Moriya[ja]      | 2015–2017 | Profesor emérito de la Universidad de Chiba. |
|      | Masatō Kitamura[ja]       | 2017–2019 | Asesor del gabinete del Mainichi Shimbun y antiguo presidente de la Asociación de Distribuidores y Editores de Periódicos de Japón. |
|      | Hironori Yano[ja]         | 2019–2022 | Asesor de la Central Nippon Expressway Company. |
|      | Masahiko Kōmura           | 2022–2023 | Antiguo Ministro de Defensa y Asuntos Exteriores. |
|      | Masayuki Yamauchi[ja]     | 2023–2025 | Profesor emérito de la Universidad de Tokio. |